# Elisa Soteldo
Elisa Soteldo (* 25. Juli 1922 in Barquisimeto; † 22. Januar 2016 in Miami) war eine venezolanische Sängerin, Pianistin und Musikpädagogin.

## Leben
Die Tochter des Musikers und Musikpädagogen Rafael Soteldo und der Pianistin Angela de Soteldo erhielt gleich ihren Geschwistern Rafael Horacio, Antonio María, Salvador Manuel und Carmen eine musikalische Ausbildung von ihren Eltern. Außerdem studierte sie bei Blanca Estrella Méscoli. 1941 wurde sie das erste weibliche Mitglied eines venezolanischen Orchesters, der Orchesters von Luis Alfonzo Larrain.
Sie spielt Jazz, trat im Kinofilm Barlovento, im Theater und Radio in Venezuela, den USA, Puerto Rico und der Dominikanischen Republik auf und sang in englischer, französischer, italienischer und portugiesischer Sprache. 1967 gründete sie die Las Voces Blancas de Elisa Soteldo, eine Schule für Musik, Gesang und Schauspiel. Aldemaro Romero komponierte für sie das Lied Mi melancolía.
Soteldo war viermal verheiratet – zunächst mit dem Dirigenten Luis Alfonzo Larrain. Aus dieser Ehe gingen der Musiker Federico Larrain und die Tänzerin Keyla Alfonzo hervor. Ihrer zweiten Ehe mit dem Komponisten und Dirigenten Aldemaro Romero entstammt die Sängerin Elaiza Romero. In dritter Ehe war sie mit Chucho Sanoja verheiratet; aus dieser Ehe ging Chuchito Sanoja hervor. Schließlich heiratete sie den Trompeter Mario Fernández, dieser Ehe entstammt die Schauspielerin und Sängerin Liz Fernández.